# Slag bij Drepana
De Slag bij Drepana was een zeeslag in de Eerste Punische Oorlog, waarbij een Romeinse vloot tegenover een ongeveer even sterke Carthaagse vloot kwam te staan.

## Achtergrond
Na de zege bij kaap Ecnomus zetten de Romeinen koers naar Afrika. Deze expeditie eindigde echter in een ramp. Een grote vloot die het Romeinse leger moest evacueren, leed schipbreuk in een storm waarbij 100.000 zeelieden omkwamen. Hierna had Rome een nieuwe vloot gebouwd, die de Carthagers moest blokkeren bij Libyaeum, een van de laatste Carthaagse nederzettingen op Sicilië.

## De slag
Hopend op goeie voortekens strooide consul Publius Claudius Pulcher graan voor de heilige kippen op zijn schip. Toen zij echter niet wilden eten, liet hij ze overboord gooien, hij zei: "Laat ze drinken, aangezien ze niet willen eten." (Latijn "Bibant, quoniam esse nolunt.) Deze heiligschennis was volgens de Romeinen de oorzaak van hun nederlaag. Admiraal Adherbal voer uit voordat Claudius arriveerde en wachtte achter een kaap op de Romeinen om ze langs achteren aan te vallen. De Carthagers ramden en enterden de meeste Romeinse galeien.

## Nasleep
Dit was de laatste Romeinse nederlaag in de Eerste Punische Oorlog. In 241 v.Chr. sneden ze met een overwinning bij de Egadische Eilanden de Carthaagse aanvoerlijn op Sicilië af. Carthago moest de heerschappij over het eiland aan Rome laten.